# 塚雉科
塚雉是一類敦實、中等至大型及像雞的鳥類。牠們的頭部細小，腳大，都是分類在塚雉科（Megapodiidae，或譯儗雉科）之下。牠們都是吃嫩葉的，除了眼斑塚雉外，其他的都是棲息在林地中，且大部份都呈褐色或黑色。孵化時的塚雉是所有鳥類中最為成熟的，已經長滿翼羽及絨毛、能夠打開眼睛、平衡身體、奔跑追蹤獵物、甚至於孵化當日已能飛行。 属于早成性鸟类。

## 繁殖及築巢
塚雉不會以體溫來孵化鳥蛋，而是將它們埋起來。牠們的蛋有很大的卵黃，佔整隻蛋重量的50-70%。牠們會以枯萎的植物來築一個大型的小丘為巢，雄雉會負責保持巢內的溫度以孵化鳥蛋(用咀探測溫度)。另有一些則會靠地熱，或是靠陽光曬暖的沙來孵化鳥蛋。一些物種甚至會根據環境的變化而作出相應的孵化策略。澳洲叢塚雉是已知由溫度來決定性別的，也有指其他塚雉也是這樣。牠們的非群居性令人懷疑雛雉如何確認同種的其他成員。另外亦發現個別物種具有對移動模式的本能性認知。
雛生的塚雉沒有卵齒，會以其強壯的爪來破開蛋殼及挖掘走出地面。牠們孵化時就已長滿羽毛及很活躍，能夠飛行及獨立生活。

## 分佈
塚雉分佈在澳大拉西亞地區，包括西太平洋島嶼、澳洲、新畿內亞及印尼在華萊士線以東的群島、孟加拉灣的安達曼群島及尼科巴群島。在人類到達後，牠們的分佈地限制在太平洋及一些島嶼，而在斐濟、湯加及新喀里多尼亞上的塚雉也有很多消失了。

## 物種
已知7個屬的塚雉共有超過20個物種。科內的演化關係不明，但卻可從形態分類：
- 苏拉威西塚雉属（Macrocephalon）
  - 蘇拉威西塚雉（M. maleo）
- 摩鹿加塚雉屬（Eulipoa）
  - 摩鹿加塚雉（E. wallacei）
- 塚雉属（Megapodius）
  - 汤加塚雉（M. pritchardii）
  - 马岛塚雉（M. laperouse）
  - 尼科巴塚雉（M. nicobariensis）
  - 菲律宾塚雉（M. cumingii）
  - 蘇拉塚雉（M. bernsteinii）
  - 塔岛塚雉（M. tenimberensis）
  - 暗色塚雉（M. freycinet）
  - 比岛塚雉（M. geelvinkianus）
  - 红斑塚雉（M. eremita）
  - 瓦努阿图塚雉（M. layardi）
  - 新畿內亞塚雉（M. affinis）
  - 橙脚塚雉（M. reinwardt）
  - †筑堆塚雉（M. molistructor）
  - †維提島塚雉 (M. amissus)
- 眼斑塚雉屬（Leipoa）
  - 眼斑塚雉（L. ocellata）
- 叢塚雉屬（Alectura）
  - 叢塚雉（A. lathami）
- 冠塚雉屬（Aepypodius）
  - 肉垂塚雉（A. arfakianus）
  - 冠塚雉（A. bruijnii）
- 營塚雉屬（Talegalla）
  - 紅嘴營塚雉（T. cuvieri）
  - 黑嘴營塚雉（T. fuscirostris）
  - 褐領營塚雉（T. jobiensis）

## 外部連結
- Internet Bird Collection （页面存档备份，存于）
- Oriental Bird Club